# Антильйон
Антильйон (ісп. Antillón) — муніципалітет в Іспанії, у складі автономної спільноти Арагон, у провінції Уеска. Населення — 156 осіб (2009).
Муніципалітет розташований на відстані близько 350 км на північний схід від Мадрида, 23 км на південний схід від Уески.

## Демографія
Динаміка населення (INE ):